# コード・エイジ アーカイヴズ
『コード・エイジ アーカイヴズ』(CODE AGE ARCHIVES) は、製作：WARHEAD、構成（ネーム）：AIYAH-BALLによる日本の漫画作品。『月刊少年ガンガン』（スクウェア・エニックス）にて、2005年（平成17年）3月号から2006年（平成18年）3月号まで連載された。単行本は全3巻。副題は『〜最後におちてきた少女〜』。
スクウェア・エニックスのニューコンセプトブランド『コード・エイジ』の一つ。コード・エイジの中で最初に発表された作品である。設定年代的には、全作品の中では後期にあたる。

## あらすじ
「方舟計画」に向け、セインたちの通う学校でも着々と準備が進む中、突然イギーが「方舟に乗らない」と言い出す。はじめは激昂するセインであったが、イギーの意志を理解し、別れを告げた。いよいよ方舟計画が実行され、セインはニコと「約束」を交わし、理想の世界を夢見て眠りにつく。しかし、目が覚め、最初に見た光景は、夢見た世界とはまったく違う、崩壊を続ける世界であった。直後、「ウォーヘッド」に襲われ「ラストヘヴン」で暮らすボランに助けられる。絶望するセインであったが、同じく方舟から落ちてきたニコの気丈に振舞う姿や崩壊を続ける世界で力強く生きた人々を見て、ニコを守り、この世界を生き抜くことを決意する。

## 世界観
世界観についてはコード・エイジの項も参照。
セントラルコード
世界の中心に位置し「万物の起源」とされ、全ての生命や空気、大地をも生み出し、さらに昼と夜さえ司っているといわれるもの。また、セントラルコードは何万年かに一度新しく生まれ変わり、その間、地上はセントラルコードの恩恵を受けられないため、崩壊するともいわれている。
方舟計画
セントラルコードが生まれ変わり、世界が再生されるまでの間、セントラルコードの周囲に造られた「方舟」の中でコールドスリープにつき、世界の崩壊を回避するという計画。しかし、計画は失敗に終わる。ほとんどの人が方舟で眠りについたが、中には地上に残る者もいた。その者たちの子孫は、崩壊を続ける世界でたくましく生きている。
オテロ
崩壊を続ける世界に突如として現れた、謎の生命体（?）。人間を襲い、融合しようとする。地上に残った人間からは「悪魔」と恐れられているが、その正体は、セントラルコードが地上に生き残った生物を滅ぼすために生み出した存在。
ウォーヘッド
方舟で眠っていた人間とオテロが融合して生まれた、新たな人類。身体を武器に変形したり、オテロを取り込むことによって傷を治したり、オテロを弾丸にすることができる。また、他人の「遺伝子（コード）」を取り込み「進化」し続ける。開発チームと同じ名前であるが、その理由は不明。
コーデッド
地上に残った生物とオテロが融合して生まれた生物。ウォーヘッドとは違い、自我を保つことはできず、人間を襲うようになる。
ラストヘヴン
地上に残った人間たちの居住区。地下水道を改築して造られたものと思われる。中には崩壊前の世界の道具類も数多く眠っている。
ES遺伝子
方舟から最後に落下した、ニコが所有していた遺伝子。大きな力を持っているらしく、スマッシュ（ダグ）やロスト Rが執拗に欲している。現在はセインが所有している。
コードクライシス
ウォーヘッドが進化と引き換えに受ける宿命。遺伝子が時と共に個を保てなくなり崩壊する。これが起こったウォーヘッドは自我を失い、コーデッドと同列に成り果てる。

## 主な登場人物
セイン
『アーカイヴズ』の主人公。運動神経抜群、成績優秀のいわゆる優等生。方舟から落ちてきたときウォーヘッドに攻撃され、右腕を失うが、後にその右腕にウォーヘッドの腕をオテロでつなぎ合わせ、自らもウォーヘッドとなる。ニコを狙うウォーヘッド達からニコを守るため、自分が『ES遺伝子』を引き受けようとするが、結果として、ニコの遺伝子の繋がりを断ってしまう。最初は、自分がニコを殺したと苦悩したが、ジーンの言葉から、散らばったニコの遺伝子を探す旅に出る。
ニコ・ステラ
セインのガールフレンド。セインとは違って成績は芳しくなかったが、どんなときでも明るく振舞う気丈さをもっている。方舟から最後に落ちてきた。「すべてを統べる遺伝子（コード）」であるES遺伝子を持っていたが、その事から、多くのウォーヘッドから狙われることとなる。
イギー
セインの親友。よくセインと「エアウィング」で競争していた。方舟には乗らず、地上で生きることを決意する。その後は教授となり、崩壊を続ける世界を調査していた。
スマッシュ
セインの同級生。成績は悪くなく、不良という訳ではないが荒れた性格。ニコのことが気になっており、ニコと仲の良いセインに事あるごとに突っかかっていた。崩壊する世界でダグを庇ってロスト Rに殺された。
ダグ
いつもスマッシュの隣にいる、気の弱い少年。方舟から落ちたときにスマッシュと共にロスト Rに襲われ、スマッシュに庇われた事と、オテロとの融合によりウォーヘッドになった事で生き延びる。スマッシュのコードを吸収しスマッシュの姿になった後、スマッシュの仇を討ち、スマッシュの分まで生きるために、手段を選ばず強さとES遺伝子を求めていたが、セインとの戦いに敗れ死亡する。
ロスト R
数十人のウォーヘッドを束ねる女性。ニコの持つES遺伝子を狙っている。何らかの理由により、右半身が存在しない。『コード・エイジ ブロウルズ』にも登場する。
ジーン
ニコの記憶遺伝子を取り込んだウォーヘッド。その記憶遺伝子を手に入れた直後、偶然にも失意のセインに接触し、ニコの遺伝子が生きていることを告げる。大きな戦を終結させた英雄とされている（『コード・エイジ コマンダーズ』のストーリー）。

## 書誌情報
単行本は、『月刊少年ガンガン』掲載時から加筆・修正されている。
- WARHEAD・AIYAH-BALL『コード・エイジ アーカイヴズ』スクウェア・エニックス〈ガンガンコミックス〉
  1. 2005年8月22日発行
  2. 2005年10月12日発行
  3. 2006年3月22日発行